# Gwledd
Gwledd (estrenada internacionalment com The Feast) és una pel·lícula de terror popular gal·lesa del 2021 dirigida per Lee Haven Jones d'un guió del productor Roger Williams. Filmada en gal·lès, la pel·lícula és protagonitzada per Annes Elwy, Nia Roberts i Julian Lewis Jones. Es va estrenar a la Selecció Oficial del South by Southwest del 2021 i el mateix any es va projectar al FanTasia.

## Argument
Mentre perforava per buscar petroli en un camp, un treballador s'allunya del seu equip i s'ensorra a terra,  vessant sang de les seves orelles.
Una família benestant —el polític Gwyn, la seva dona Glenda i els seus dos fills adults, Guto i Gweirydd— organitzen un sopar a la finca heretada de Glenda a les muntanyes de Gal·les. Els seus convidats seran Mair, un granger veí que va créixer amb Glenda, i Euros, un empresari que ha estat perforant per trobar minerals a les terres de la família.
Per ajudar a atendre la festa, la Glenda ha contractat una noia anomenada Cadi del poble proper. La Cadi arriba a peu a la seva finca remota, té els cabells mullats i rarament parla. La Cadi observa la família en silenci mentre ajuda a la Glenda a preparar-se. Un fill, Guto, té addicció a les drogues. Al principi de la pel·lícula, accidentalment deixa caure una destral i es talla el peu. L'altre fill, Gweirydd, s'està entrenant per a un triatló i té una dieta i un règim obsessius.
Elements de l'estil de vida de la família semblen molestar a Cadi. S'enfada quan Gwyn dispara a un parell de conills i arriba amb els conills morts per preparar-los per sopar. L'angoixa emocional de la Cadi té conseqüències físiques, per exemple, una taca de fang apareix sobre una estovalla neta quan sent els trets. Gwyn experimenta dolor i soroll sobtats cada cop que s'enfronta a Cadi. Una ampolla de vi esclata a la mà d'Euros quan arriba i l'acusa d'afluixar a la feina. Després, la Cadi agafa un tros de vidre trencat i sembla introduir-lo a la seva vagina.
Quan en Guto li pregunta a la Cadi si té alguna droga per ajudar-lo a passar la festa, ella el porta al bosc i l'ajuda a recollir bolets psicoactius. Se'n menja alguns abans de venir a sopar.
Arriba Mair, senyalant l'inici de la festa. Explica que el seu marit, Iori, s'ha vist retardat per una emergència: una persona desconeguda va entrar en un llac proper i està ajudant a recuperar el cotxe.
L'ambient a la festa és incòmode. La Mair és educada, però el comportament de la Glenda es desanima. Gweirydd posa en dubte el recent ensurt de salut del seu pare, i el fa avergonyir davant dels convidats. En Guto expressa el seu fàstic per la dieta de carn crua de Gweirydd i els seus pares li ordenen que abandoni la taula. Torna a la seva habitació, barreja i injecta els bolets restants.
La Cadi, que ja no la necessita, torna a caminar al bosc i s'estira a l'herba, somrient mentre les vinyes i les flors cobren vida i envolten el seu cos, suggerint que la seva connexió amb la natura és màgica.
El veritable propòsit de la festa es revela. Gwyn, Glenda i Euros esperen convèncer la Mair perquè permeti la perforació exploratòria i la mineria a les seves terres. El lloc més prometedor és "The Rise", però Mair assenyala que aquest és el famós lloc de descans d'una deessa en el folklore local. S'adverteix als nens que ho eviten; Fins i tot els adults es neguen a molestar-ho per por de despertar-la. En Mair s'horroritza el suggeriment d'explotar Rise i els rebutja. Glenda l'acusa de creure en la superstició.
Mentrestant, tota la cama d'en Guto s'ha tornat necròtica i infestada de cucs. Cadi sedueix en Gweirydd i el porta a l'exterior cap a Rise, on Guto es troba a terra, impotent. Delirant de dolor i turmentat per les drogues, Guto comparteix la veritable raó per la qual Gweirydd ja no treballa a l'hospital: va violar diverses pacients en coma. Cadi pressiona Gweirydd perquè talli la cama del seu germà amb una destral. Cadi i Gweirydd tenen relacions sexuals contra un arbre, i Gweirydd crida de dolor a causa del tros de vidre esmolat encara amagat a la vagina de la Cadi.
De tornada a casa, Mair rep una trucada del seu marit i s'assabenta que el cotxe trobat a l'estany era de Cadi. Ella i la Glenda s'adonen que la dona que ha estat a casa de la Glenda tot el dia no és l'autèntica Cadi, sinó que és la deessa de Rise que posseeix el cadàver ofegat de Cadi. Mair fuig, deixant a Glenda a la seva sort.
La deessa torna a la casa i mata a Gwyn introduint-li una broqueta a l'orella.
Un Gweriydd, malferit, torna a la casa, portant el Guto ara mort a les seves espatlles, i aviat s'ensorra i mor per la pèrdua de sang. Poc després, en un aparent tràngol, la Glenda talla el cos d'en Guto i serveix la cama infestada de cucs a Euros igualment emocionat, que s'està menjant les restes de la festa com un porc. Glenda es posa el canó d'una escopeta a la boca i li pregunta: "Després que ho hagis agafat tot, què quedarà?" La Glenda prem el gallet i després es talla la gola.
La deessa torna aal Rise i crema tots els cossos.

## Repartiment
- Annes Elwy com a Cadi
- Nia Roberts com a Glenda
- Julian Lewis Jones com a Gwyn
- Steffan Cennydd com a Guto
- Sion Alun Davies com a Gweirydd
- Caroline Berry com a Delyth
- Rhodri Meilir com a euros
- Lisa Palfrey com a Mair Bowen
- Chris Gordon com a treballador

## Llançament
El 30 d'octubre de 2019, Great Point Media es va unir a American Film Market per vendre els drets mundials de The Feast. Picturehouse Entertainment va adquirir la distribució del Regne Unit per a l'estrena en cinemes l'1 d'octubre de 2020.El 29 d'abril de 2021, IFC Midnight, una divisió d'IFC Films, va anunciar que havia adquirit els drets per estrenar The Feast a Amèrica del Nord.
La pel·lícula es va estrenar als Estats Units al festival de cinema South by Southwest el març de 2021. Es va mostrar al Regne Unit al Festival de Cinema de Londres i va obrir l'Abertoir Horror Festival a Aberystwyth, Gal·les, la primera setmana de novembre de 2021. It went on general release in the US in November 2021, then in the UK in June 2022.

## Recepció
Al lloc web de l'agregador de ressenyes Rotten Tomatoes, la pel·lícula té una puntuació d'aprovació del 81% basada en 69 ressenyes, amb una classificació mitjana de 6,9/10. El consens del lloc diu: "L'horror tradicional pot ser que no estigui al menú, però per als fanàtics de la terriblement inquietant, The Feast fa més que honor al seu nom". A Metacritic, la pel·lícula té una puntuació mitjana ponderada de 68 sobre 100, basada en 11 ressenyes, que indica "crítiques generalment favorables".
David Rooney de The Hollywood Reporter havia elogiat les imatges de la pel·lícula, titllant-les d' "elegantment esgarrifoses". També ha elogiat l'actuació, que ha qualificat de "sòlida", a més de la qual, ha afegit que "les esquitxades de gore i la novetat del terror en gal·lès haurien de cridar l'atenció dels amants del gènere".
Jessica Kiang de Variety havia gaudit del "control fred de la realització cinematogràfica de Jones", que, segons ella, estava "millorat pel paisatge sonor prístina i atenuada". També va trobar "La partitura atmosfèrica de Samuel Sim, ens manté l'atenció en tensió.
Abby Olcese de RogerEbert.com va advertir que "No tothom pot tenir la paciència per a The Feast, però els que ho facin seran recompensats amb intel·ligència i gran guinyol en la mateixa mesura".
Segons Trace Thurman de Bloody Disgusting, "[la pel·lícula] passa una mica massa temps discorrent abans del gran clímax (i és un gran clímax), però val la pena el teu temps".
Matthew Monagle va ser de la mateixa opinió, va escriure: "Per molt agradable que sigui veure com es tanquen les parets al voltant de Glenda i la seva família, és la recompensa en si mateix el que cau per The Feast".
Deirdre Crimmins de Rue Morgue va suggerir que "Feu el que feu, rebutgeu totes les invitacions a sopars. Potser The Feast no sigui original en argumentar que no és la primera, però és prou confiada i brutal com per guanyar-se el seu propi lloc a aquesta taula". Chad Collins de Dread Central va escriure "Tot i que en algunes parts és dura, The Feast és un plat deliciós i sumptuós des del principi fins al final".